# Asclepias cordifolia
Asclepias cordifolia es una especie de planta con flores perteneciente a la familia de las apocináceas.

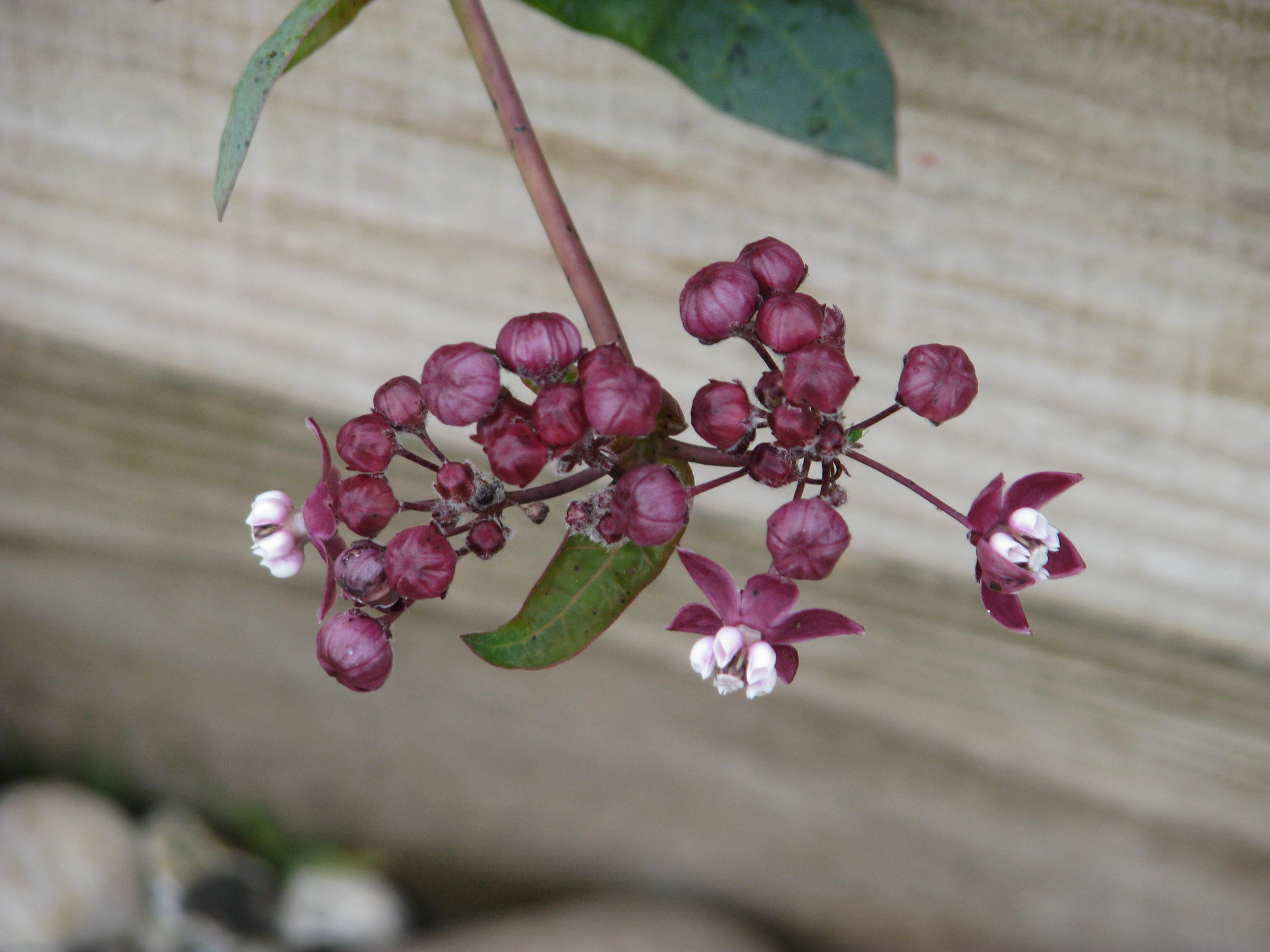
Frutos

## Descripción
Es una planta perenne que crece  de 0,3-0,6 m de altura, de color rojo oscuro con flores púrpura cuya capuchas están ligeramente elevadas por encima de la base de la corola. La estructura de la flor no es habitual ya que cuenta con cinco estambres fusionados en una columna, con cinco anexos circulares llamado 'campanas', y una cabeza en torno a la antera. El fruto es un folículo con muchas semillas planas que tienen pelos sedosos que se dispersan fácilmente con el viento. Las grandes hojas son opuestas cordiforme, o en forma de corazón.

## Distribución y hábitat
Es nativa del oeste de los Estados Unidos (California, Nevada, Oregón) , encontrándose entre 50-2000 m s. n. m. La planta crece en la sombra del bosque abierto o, a menudo sobre laderas de roca y mixto en bosques de coníferas.

## Usos
La especie se valoró por los nativos americanos Miwok por sus tallos, que se secan y se transforman en cordeles.

## Ecología
Las orugas de la mariposa monarca comen sus hojas, estás contienen alcaloides que no afectan a la mariposa pero son desagradables para sus depredadores. 
Las orugas de la mariposa monarca se encuentran en muchas especies de Asclepias. Incluso después de que la oruga se ha metamorfoseado en una mariposa, los alcaloides que ingieren de la planta se mantienen en la mariposa, por lo que es desagradable para los depredadores.

## Propiedades
Se utiliza también como un recurso de anticonceptivos y contra la  mordedura de serpiente, aunque sin la preparación adecuada puede causar vómitos en dosis bajas y la muerte en dosis más altas debido a una combinación de cardenolides en la savia. Se clasifican como nocivos o como malas hierbas con efectos negativos en el ganado.

## Taxonomía
Asclepias cordifolia fue descrita por (Benth.) Jeps.  y publicado en A Flora of Western Middle California 384. 1901.
Etimología
Asclepias: nombre genérico que Carlos Linneo nombró en honor de Esculapio (dios griego de la medicina), por las muchas aplicaciones medicinales que tiene la planta.
cordifolia: epíteto latino que significa "con hojas en forma de corazón".
Sinonimia
- Acerates atropurpurea Kellogg
- Acerates cordifolia Benth.
- Asclepias ecornuta Kellogg ex A.Gray
- Gomphocarpus cordifolius (Benth.) Benth. ex A.Gray	.[9]